# Diakourouna
Diakourouna est une localité et une commune du Mali de l'arrondissement central de Kimparana, dans le cercle de Kimparana et la région de San. Elle a pour chef-lieu la localité de Diakourouna Nerisso.

## Villages
La commune rurale s'étend sur 20 villages relevés lors du recensement général de 2009. 
Les villages les plus peuplés sont :
- Diakourouna Nerisso (2 077 habitants) ;
- Nouguesso(991 habitants) ;
- Diakourouna Pépinesso (973 habitants) .

La loi 2023-007 attribue 21 villages à la commune rurale  :
- N'Gorosso Peulh
- N'Gorosso Bambara